# Wyżnia Smreczyńska Polana
Wyżnia Smreczyńska Polana – polana w Dolinie Tomanowej w polskich Tatrach Zachodnich. Położona jest na wysokości ok. 1250–1280 m na równi u wylotu Jaferowego Żlebu, ok. 250 m na południowy wschód od Smreczyńskiego Stawu. Dawniej należała do Hali Smreczyny, od dawna jednakże jest nieużytkowana. Już na początku XX w., gdy tereny te wykupił hrabia Władysław Zamoyski, ograniczono tutaj wypas, od 1927 zniesiono go zupełnie, a w 1947 powstał tutaj pierwszy w Tatrach ścisły rezerwat przyrody Tomanowa-Smreczyny. Po utworzeniu TPN-u przemianowany został na obszar ochrony ścisłej „Pyszna, Tomanowa, Pisana”.
Polana znajduje się poza szlakami turystycznymi i stopniowo zarasta lasem. W 1955 miała powierzchnię ok. 5 ha, ale w 2004 w wyniku zarośnięcia jej powierzchnia zmniejszyła się o ok. 43%.

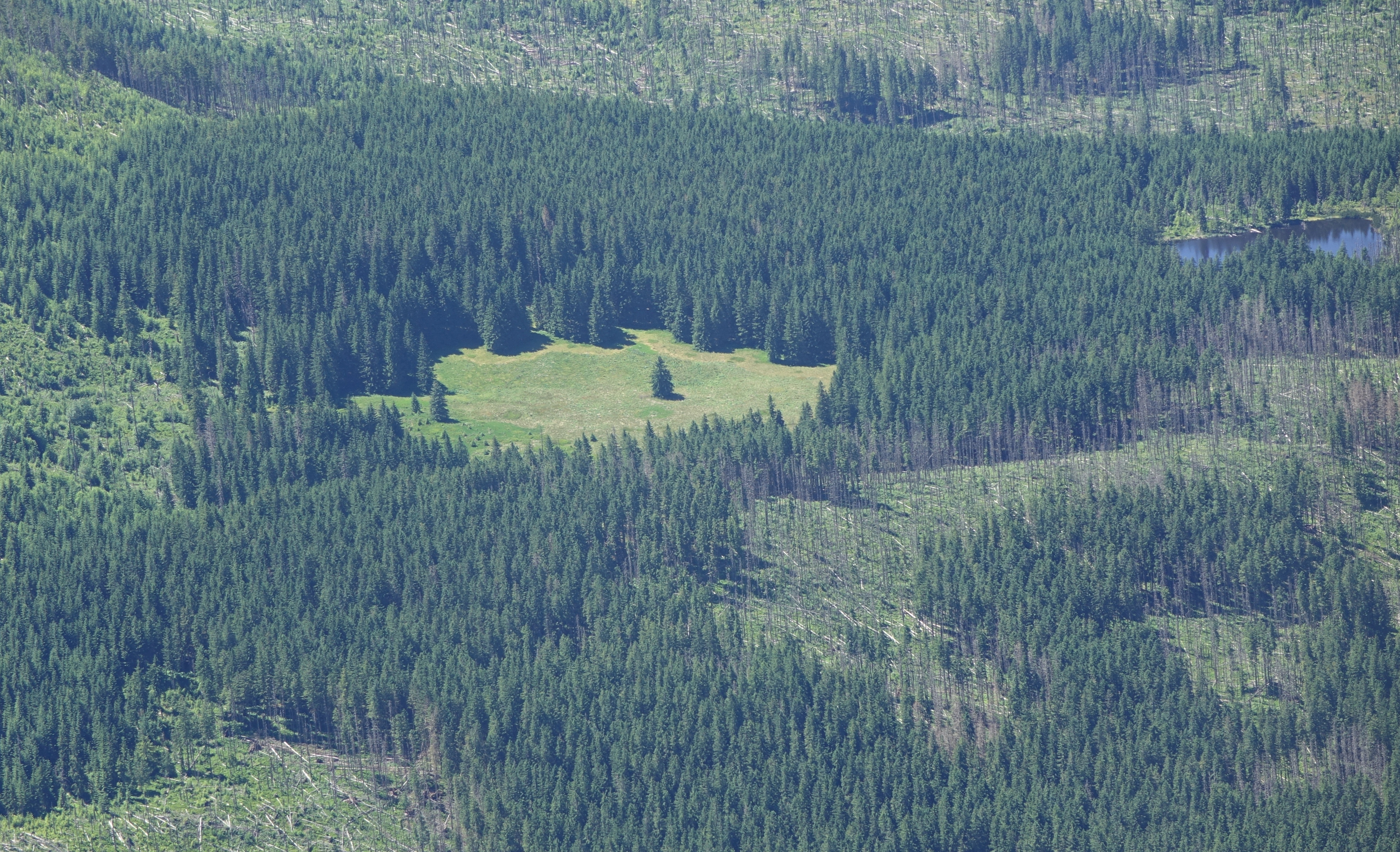
Wyżnia Smreczyńska Polana i Smreczyński Staw. Widok z Czerwonych Wierchów